# Liga dos Campeões de Elite da AFC de 2024–25
A Liga dos Campeões de Elite da AFC de 2024–25 foi a 43ª edição do principal torneio de futebol de clubes da Ásia, organizado pela Confederação Asiática de Futebol (AFC), e a primeira desde que foi renomeado como Liga dos Campeões de Elite da AFC. O formato renovado, junto com a renomeação, vê 24 times jogando oito jogos contra diferentes oponentes na nova fase da liga.
As finais foram disputadas em Gidá, Arábia Saudita, de 25 de abril a 3 de maio de 2025. O vencedor do torneio, Al-Ahli, se classificou para a Copa Intercontinental da FIFA de 2025 e para o Mundial de Clubes FIFA de 2029. Além disso, o vencedor entrou na fase de liga da Liga dos Campeões de Elite da AFC de 2025–26, já que não se classificou por desempenho nacional.
O Al Ain era o atual campeão, já que os recordes e estatísticas da Liga dos Campeões da AFC são transportados para a Elite da ACL, mas foi eliminado na fase de liga.

## Distribuição de vagas
As associações recebem vagas de acordo com a classificação das competições de clubes, publicada após a conclusão das competições de 2022.
| Status | Status           |
| ------ | ---------------- |
|        | Participando     |
|        | Não participando |

| 1     | 1     | Arábia Saudita               | 93.795                       | 3          | 0 |
| 2     | 4     | Catar                        | 75.950                       | 2          | 1 |
| 3     | 5     | Irão                         | 72.018                       | 2          | 1 |
| 4     | 6     | Emirados Árabes Unidos       | 64.129                       | 1 (+1 ACL) | 1 |
| 5     | 9     | Uzbequistão                  | 45.006                       | 1          | 0 |
| 6     | 10    | Iraque                       | 36.901                       | 1          | 0 |
| Total | Total | Associações participantes: 6 | Associações participantes: 6 | 11         | 3 |
| Total | Total | Associações participantes: 6 | Associações participantes: 6 | 14         |   |

| 1     | 2     | Japão                        | 91.821                       | 3  | 0 |
| 2     | 3     | Coreia do Sul                | 88.925                       | 3  | 0 |
| 3     | 7     | China                        | 57.630                       | 2  | 1 |
| 4     | 8     | Tailândia                    | 49.470                       | 1  | 1 |
| 5     | 11    | Austrália                    | 33.380                       | 1  | 0 |
| 6     | 13    | Malásia                      | 29.951                       | 1  | 0 |
| Total | Total | Associações participantes: 6 | Associações participantes: 6 | 11 | 2 |
| Total | Total | Associações participantes: 6 | Associações participantes: 6 | 13 |   |

## Equipes
Na tabela a seguir, o número de aparições e a última participação contam desde a temporada 2002-03, quando a competição foi renomeada como Liga dos Campeões da AFC.
| Equipes    | Método de qualificação                                                                       | Par. (última) |
| ---------- | -------------------------------------------------------------------------------------------- | ------------- |
| Al Ain     | Campeão da Liga dos Campeões da AFC de 2023–24                                               | 18ª (2023–24) |
| Al-Hilal   | Campeão da Liga Profissional Saudita de 2023–24 e da Copa do Rei de 2023–24                  | 20ª (2023–24) |
| Al-Nassr   | Vice-campeão da Liga Profissional Saudita de 2023–24                                         | 8ª (2023–24)  |
| Al-Ahli    | 3° lugar na Liga Profissional Saudita de 2023–24                                             | 14ª (2021)    |
| Al-Sadd    | Campeão da Liga do Catar de 2023–24 e da Copa do Emir do Catar de 2023–24                    | 19ª (2023–24) |
| Al-Rayyan  | Vice-campeão da Liga do Catar de 2023–24                                                     | 13ª (2022)    |
| Persepolis | Campeão da Iran Pro League de 2023–24                                                        | 12ª (2023–24) |
| Esteghlal  | Vice-campeão da Iran Pro League de 2023–24                                                   | 12ª (2021)    |
| Al-Wasl    | Campeão da Campeonato Emiradense de 2023–24 e da UAE President Cup de 2023–24                | 4ª (2019)     |
| Pakhtakor  | Campeão da Campeonato Uzbeque de 2023                                                        | 20ª (2023–24) |
| Al-Shorta  | Campeão da Campeonato Iraquiano de Futebol de 2023–24 e da Copa da Liga Iraquiana de 2023–24 | 6ª (2021)     |

| Equipes        | Método qualificatório                            | Par. (última) |
| -------------- | ------------------------------------------------ | ------------- |
| Al-Gharafa     | 3° lugar na Liga de Futebol do Catar de 2023–24  | 13ª (2022)    |
| Sepahan        | Campeão da Copa Hazfi de 2023–24                 | 15ª (2023–24) |
| Shabab Al Ahli | Vice-campeão da Campeonato Emiradense de 2023–24 | 12ª (2023–24) |

| Equipes                | Método de qualificação                                                       | Par. (última) |
| ---------------------- | ---------------------------------------------------------------------------- | ------------- |
| Vissel Kobe            | Campeão da J-League de 2023                                                  | 3ª (2022)     |
| Kawasaki Frontale      | Campeão da Copa do Imperador de 2023                                         | 11ª (2023–24) |
| Yokohama F. Marinos    | Vice-campeão da J-League de 2023                                             | 7ª (2023–24)  |
| Ulsan                  | Campeão da K League de 2023                                                  | 12ª (2023–24) |
| Pohang Steelers        | Campeão da Copa da Coreia do Sul de 2023 e vice-campeão da K League de 2023  | 10ª (2023–24) |
| Gwangju                | 3° lugar na K League de 2023                                                 | 1ª            |
| Shanghai Port          | Campeão da Superliga Chinesa de 2023                                         | 8ª (2023–24)  |
| Shanghai Shenhua       | Campeão da Copa da China de 2023                                             | 10ª (2020)    |
| Buriram United         | Campeão da Campeonato Tailandês de 2023–24                                   | 12ª (2023–24) |
| Central Coast Mariners | Líder da A-League de 2023–24 e campeão da Copa da Austrália de 2023–24       | 6ª (2015)     |
| Johor Darul Ta'zim     | Campeão da Campeonato Malaio de Futebol de 2023 e da Copa da Malásia de 2023 | 10ª (2023–24) |

| Equipes          | Método qualificatório                                                                     | Par. (última) |
| ---------------- | ----------------------------------------------------------------------------------------- | ------------- |
| Bangkok United   | Campeão da Copa da Tailândia de 2023–24 e vice-campeão da Campeonato Tailandês de 2023–24 | 5ª (2023–24)  |
| Shandong Taishan | Vice-campeão da Superliga Chinesa de 2023                                                 | 12ª (2023–24) |

## Calendário
O cronograma da competição é o seguinte. Todas as partidas serão disputadas às segundas, terças e quartas-feiras, exceto as quartas de final e a final. As quartas de final, semifinais e final serão disputadas em um local centralizado em Gidá.
| Fase             | Rodada              | Data do sorteio      | Região oeste                                                        | Região leste                                                        |
| ---------------- | ------------------- | -------------------- | ------------------------------------------------------------------- | ------------------------------------------------------------------- |
| Fase preliminar  | Rodada preliminar 1 | Sem sorteio          | 6 de agosto de 2024                                                 | 6 de agosto de 2024                                                 |
| Fase preliminar  | Rodada preliminar 2 | Sem sorteio          | 13 de agosto de 2024                                                | 13 de agosto de 2024                                                |
| Fase de liga     | 1ª rodada           | 16 de agosto de 2024 | 16–17 de setembro de 2024                                           | 17–18 de setembro de 2024                                           |
| Fase de liga     | 2ª rodada           | 16 de agosto de 2024 | 30 de setembro–1 de outubro de 2024                                 | 1–2 de outubro de 2024                                              |
| Fase de liga     | 3ª rodada           | 16 de agosto de 2024 | 21–22 de outubro de 2024                                            | 22–23 de outubro de 2024                                            |
| Fase de liga     | 4ª rodada           | 16 de agosto de 2024 | 4–5 de novembro de 2024                                             | 5–6 de novembro de 2024                                             |
| Fase de liga     | 5ª rodada           | 16 de agosto de 2024 | 25–26 de novembro de 2024                                           | 26–27 de novembro de 2024                                           |
| Fase de liga     | 6ª rodada           | 16 de agosto de 2024 | 2–3 de dezembro de 2024                                             | 3–4 de dezembro de 2024                                             |
| Fase de liga     | 7ª rodada           | 16 de agosto de 2024 | 3–4 de fevereiro de 2025                                            | 11–12 de fevereiro de 2025                                          |
| Fase de liga     | 8ª rodada           | 16 de agosto de 2024 | 17–18 de fevereiro de 2025                                          | 18–19 de fevereiro de 2025                                          |
| Oitavas de final | Oitavas de final    | Sem sorteio          | 3–4 e 10–11 de março de 2025                                        | 4–5 e 11–12 de março de 2025                                        |
| Finais           | Quartas de final    | 17 de março 2025     | 25–27 de abril de 2025                                              | 25–27 de abril de 2025                                              |
| Finais           | Semifinais          | 17 de março 2025     | 29–30 de abril de 2025                                              | 29–30 de abril de 2025                                              |
| Finais           | Final               | 17 de março 2025     | 3 de maio de 2025 no Estádio Cidade dos Esportes Rei Abdullah, Gidá | 3 de maio de 2025 no Estádio Cidade dos Esportes Rei Abdullah, Gidá |

## Qualificatórias
Os dois vencedores da qualificatória (um da Região Oeste e um da Região Leste) avançaram para a fase da liga para se juntar aos 22 participantes diretos. Os perdedores  entraram na fase de grupos da Liga dos Campeões Dois da AFC  de 2024–25.

### Fase preliminar
Um total de 2 equipes jogaram na fase preliminar.
| Equipe 1 | Resultado  | Equipe 2       |
| -------- | ---------- | -------------- |
| Sepahan  | 1–4 (pro.) | Shabab Al-Ahli |

### Rodada qualificatória
| Equipe 1   | Resultado | Equipe 2       |
| ---------- | --------- | -------------- |
| Al-Gharafa | 1–0       | Shabab Al-Ahli |

| Equipe 1         | Resultado   | Equipe 2       |
| ---------------- | ----------- | -------------- |
| Shandong Taishan | 1–1 (4–3 p) | Bangkok United |

## Fase de liga

### Região Oeste
| Pos | Equipe     | Pts | J | V | E | D | GP | GC | SG  | Classificado                    |     | HIL | AHL | NSR | SAD | WAS | EST | RYN | PAK | PRS | GHA | SHO | AIN |
| --- | ---------- | --- | - | - | - | - | -- | -- | --- | ------------------------------- | --- | --- | --- | --- | --- | --- | --- | --- | --- | --- | --- | --- | --- |
| 1   | Al-Hilal   | 22  | 8 | 7 | 1 | 0 | 26 | 7  | +19 | Avança para as oitavas de final |     | —   | —   | —   | —   | —   | 3–0 | —   | —   | 4–1 | 3–0 | 5–0 | —   |
| 2   | Al-Ahli    | 22  | 8 | 7 | 1 | 0 | 21 | 8  | +13 | Avança para as oitavas de final |     | —   | —   | —   | —   | —   | 2–2 | —   | —   | 1–0 | 4–2 | 5–1 | —   |
| 3   | Al-Nassr   | 17  | 8 | 5 | 2 | 1 | 17 | 6  | +11 | Avança para as oitavas de final |     | —   | —   | —   | 1–2 | 4–0 | —   | 2–1 | —   | —   | —   | —   | 5–1 |
| 4   | Al-Sadd    | 12  | 8 | 3 | 3 | 2 | 10 | 9  | +1  | Avança para as oitavas de final |     | 1–1 | 1–3 | —   | —   | —   | 2–0 | —   | —   | 1–0 | —   | —   | —   |
| 5   | Al Wasl    | 11  | 8 | 3 | 2 | 3 | 8  | 12 | −4  | Avança para as oitavas de final |     | 0–2 | 0–2 | —   | 1–1 | —   | —   | 1–1 | —   | —   | —   | —   | —   |
| 6   | Esteghlal  | 9   | 8 | 2 | 3 | 3 | 8  | 9  | −1  | Avança para as oitavas de final |     | —   | —   | 0–1 | —   | —   | —   | —   | 0–0 | —   | 3–0 | 1–1 | —   |
| 7   | Al-Rayyan  | 8   | 8 | 2 | 2 | 4 | 8  | 12 | −4  | Avança para as oitavas de final |     | 1–3 | 1–2 | —   | —   | —   | 0–2 | —   | —   |     | —   | —   | —   |
| 8   | Pakhtakor  | 7   | 8 | 1 | 4 | 3 | 4  | 6  | −2  | Avança para as oitavas de final |     | —   | —   | —   | 2–1 | 0–1 | —   | 0–1 | —   | —   | —   | —   | 1–1 |
| 9   | Persepolis | 7   | 8 | 1 | 4 | 3 | 6  | 10 | −4  |                                 |     | —   | —   | 0–0 | —   | —   | —   | —   | 1–1 | —   | 1–1 | 2–1 | —   |
| 10  | Al-Gharafa | 7   | 8 | 2 | 1 | 5 | 10 | 18 | −8  |                                 | —   | —   | 1–3 | —   | 1–2 | —   | —   | 1–0 | —   | —   | —   | 4–2 |     |
| 11  | Al-Shorta  | 6   | 8 | 1 | 3 | 4 | 7  | 17 | −10 |                                 | —   | —   | 1–1 | —   | 1–3 | —   | —   | 0–0 | —   | —   | —   | 2–0 |     |
| 12  | Al Ain     | 2   | 8 | 0 | 2 | 6 | 11 | 22 | −11 |                                 | 4–5 | 1–2 | —   | 1–1 | —   | —   | 1–2 | —   | —   | —   | —   | —   |     |

### Região leste
| Pos | Equipe                 | Pts | J | V | E | D | GP | GC | SG  | Classificado                    |     | FMA   | KWF | JDT | GWA | VIS | BUR | SHS | SHP | POH | UHD | CCM   | SHT |
| --- | ---------------------- | --- | - | - | - | - | -- | -- | --- | ------------------------------- | --- | ----- | --- | --- | --- | --- | --- | --- | --- | --- | --- | ----- | --- |
| 1   | Yokohama F. Marinos    | 18  | 7 | 6 | 0 | 1 | 21 | 7  | +14 | Avança para as oitavas de final |     | —     | —   | —   | —   | —   | 5–0 | 1–0 | —   | 2–0 | 4–0 | —     | —   |
| 2   | Kawasaki Frontale      | 15  | 7 | 5 | 0 | 2 | 13 | 4  | +9  | Avança para as oitavas de final |     | —     | —   | —   | 0–1 | —   | —   | —   | 3–1 | —   | —   | 2–0   | 4–0 |
| 3   | Johor Darul Ta'zim     | 14  | 7 | 4 | 2 | 1 | 16 | 8  | +8  | Avança para as oitavas de final |     | —     | —   | —   | —   | —   | 0–0 | 3–0 | —   | 5–2 | 3–0 | —     | —   |
| 4   | Gwangju                | 14  | 7 | 4 | 2 | 1 | 15 | 9  | +6  | Avança para as oitavas de final |     | 7–3   | —   | 3–1 | —   | —   | 2–2 | 1–0 | —   | —   | —   | —     | —   |
| 5   | Vissel Kobe            | 13  | 7 | 4 | 1 | 2 | 14 | 9  | +5  | Avança para as oitavas de final |     | —     | —   | —   | 2–0 | —   | —   | —   | 4–0 | —   | —   | 3–2   | 2–1 |
| 6   | Buriram United         | 12  | 8 | 3 | 3 | 2 | 7  | 12 | −5  | Avança para as oitavas de final |     | —     | 0–3 | —   | —   | 0–0 | —   | —   |     | 1–0 | 2–1 | —     | —   |
| 7   | Shanghai Shenhua       | 10  | 8 | 3 | 1 | 4 | 13 | 12 | +1  | Avança para as oitavas de final |     | —     | 2–0 | —   | —   | 4–2 | —   | —   | —   | 4–1 | 1–2 | —     | —   |
| 8   | Shanghai Port          | 8   | 8 | 2 | 2 | 4 | 10 | 18 | −8  | Avança para as oitavas de final |     | 0–2   | —   | 2–2 | 1–1 | —   | —   | —   | —   | —   | —   | 3–2   | —   |
| 9   | Pohang Steelers        | 6   | 7 | 2 | 0 | 5 | 9  | 17 | −8  |                                 |     | —     | 0–4 | —   | —   | 3–1 | —   | —   | 3–0 | —   | —   | —     | 4–2 |
| 10  | Ulsan HD               | 3   | 7 | 1 | 0 | 6 | 4  | 16 | −12 |                                 | —   | 0–1   | —   | —   | 0–2 | —   | —   | 1–3 | —   | —   | —   | Canc. |     |
| 11  | Central Coast Mariners | 1   | 7 | 0 | 1 | 6 | 8  | 18 | −10 |                                 | 0–4 | —     | 1–2 | —   | —   | 2–2 |     | —   | —   | —   | —   | —     |     |
| 12  | Shandong Taishan       | 0   | 0 | 0 | 0 | 0 | 0  | 0  | 0   | Retirado                        |     | 2–2]] | —   | 1–0 | 3–1 | —   | —   | —   | —   | —   | —   | 3–1   | —   |

1. 1 2  Formato pré-determinado
2. ↑  jogos de ida e volta
3. ↑  jogo único
4. ↑  O Shandong Taishan foi considerado retirado da Elite da Liga dos Campeões da AFC após o clube confirmar que não pretendia se apresentar para a partida da fase de grupos contra o Ulsan HD em 19 de fevereiro de 2025.[8] O jogo restante foi cancelado e as partidas já disputadas foram anuladas.[11]

## Fase final

### Chaveamento
|  |                  |                     |                    |                   |                  |                    |   |                  |                         |                  |  |  |            |            |            |  |  |       |       |       |
|  | Oitavas-de-final | Oitavas-de-final    | Oitavas-de-final   | Oitavas-de-final  | Oitavas-de-final |                    |   | Quartas-de-final | Quartas-de-final        | Quartas-de-final |  |  | Semifinais | Semifinais | Semifinais |  |  | Final | Final | Final |
|  | Oitavas-de-final | Oitavas-de-final    | Oitavas-de-final   | Oitavas-de-final  | Oitavas-de-final |                    |   | Quartas-de-final | Quartas-de-final        | Quartas-de-final |  |  | Semifinais | Semifinais | Semifinais |  |  | Final | Final | Final |
|  |                  |                     |                    |                   |                  |                    |   |                  |                         |                  |  |  |            |            |            |  |  |       |       |       |
|  |                  |                     |                    |                   |                  |                    |   |                  |                         |                  |  |  |            |            |            |  |  |       |       |       |
|  | O8               | Pakhtakor           | 1                  | 0                 | 1                |                    |   |                  |                         |                  |  |  |            |            |            |  |  |       |       |       |
|  | O8               | Pakhtakor           | 1                  | 0                 | 1                | 25 de abril – Gidá |   |                  |                         |                  |  |  |            |            |            |  |  |       |       |       |
|  | O1               | Al-Hilal            | 0                  | 4                 | 4                |                    |   |                  |                         |                  |  |  |            |            |            |  |  |       |       |       |
|  | O1               | Al-Hilal            | 0                  | 4                 | 4                |                    |   | O1               | Al-Hilal                | 7                |  |  |            |            |            |  |  |       |       |       |
|  |                  |                     |                    |                   |                  |                    |   | O1               | Al-Hilal                | 7                |  |  |            |            |            |  |  |       |       |       |
|  |                  |                     | L4                 | Gwangju           | 0                |                    |   |                  |                         |                  |  |  |            |            |            |  |  |       |       |       |
|  | L5               | Vissel Kobe         | L4                 | Gwangju           | 0                | 2                  | 0 | 2                |                         |                  |  |  |            |            |            |  |  |       |       |       |
|  | L5               | Vissel Kobe         |                    |                   |                  | 2                  | 0 | 2                | 29 de abril – Gidá      |                  |  |  |            |            |            |  |  |       |       |       |
|  | L4               | Gwangju             | 0                  | 3                 | 3                |                    |   |                  |                         |                  |  |  |            |            |            |  |  |       |       |       |
|  | L4               | Gwangju             | 0                  | 3                 | 3                |                    |   | O1               | Al-Hilal                | 1                |  |  |            |            |            |  |  |       |       |       |
|  |                  |                     |                    |                   |                  |                    |   |                  |                         |                  |  |  |            |            |            |  |  |       |       |       |
|  |                  |                     | O2                 | Al-Ahli           | 3                |                    |   |                  |                         |                  |  |  |            |            |            |  |  |       |       |       |
|  | O7               | Al-Rayyan           | O2                 | Al-Ahli           | 3                | 1                  | 0 | 1                |                         |                  |  |  |            |            |            |  |  |       |       |       |
|  | O7               | Al-Rayyan           | 26 de abril – Gidá |                   |                  | 1                  | 0 | 1                |                         |                  |  |  |            |            |            |  |  |       |       |       |
|  | O2               | Al-Ahli             | 3                  | 2                 | 5                |                    |   |                  |                         |                  |  |  |            |            |            |  |  |       |       |       |
|  | O2               | Al-Ahli             | 3                  | 2                 | 5                |                    |   | O2               | Al-Ahli                 | 3                |  |  |            |            |            |  |  |       |       |       |
|  |                  |                     |                    |                   |                  |                    |   | O2               | Al-Ahli                 | 3                |  |  |            |            |            |  |  |       |       |       |
|  |                  |                     | L6                 | Buriram United    | 0                |                    |   |                  |                         |                  |  |  |            |            |            |  |  |       |       |       |
|  | L6               | Buriram United      | L6                 | Buriram United    | 0                | 0                  | 1 | 1                |                         |                  |  |  |            |            |            |  |  |       |       |       |
|  | L6               | Buriram United      |                    |                   |                  | 0                  | 1 | 1                | 3 de maio – Gidá        |                  |  |  |            |            |            |  |  |       |       |       |
|  | L3               | Johor Darul Ta'zim  | 0                  | 0                 | 0                |                    |   |                  |                         |                  |  |  |            |            |            |  |  |       |       |       |
|  | L3               | Johor Darul Ta'zim  | 0                  | 0                 | 0                |                    |   | O2               | Al-Ahli                 | 2                |  |  |            |            |            |  |  |       |       |       |
|  |                  |                     |                    |                   |                  |                    |   |                  |                         |                  |  |  |            |            |            |  |  |       |       |       |
|  |                  |                     | L2                 | Kawasaki Frontale | 0                |                    |   |                  |                         |                  |  |  |            |            |            |  |  |       |       |       |
|  | L8               | Shanghai Port       | L2                 | Kawasaki Frontale | 0                | 0                  | 1 | 1                |                         |                  |  |  |            |            |            |  |  |       |       |       |
|  | L8               | Shanghai Port       | 26 de abril – Gidá |                   |                  | 0                  | 1 | 1                |                         |                  |  |  |            |            |            |  |  |       |       |       |
|  | L1               | Yokohama F. Marinos | 1                  | 4                 | 5                |                    |   |                  |                         |                  |  |  |            |            |            |  |  |       |       |       |
|  | L1               | Yokohama F. Marinos | 1                  | 4                 | 5                |                    |   | L1               | Yokohama F. Marinos     | 1                |  |  |            |            |            |  |  |       |       |       |
|  |                  |                     |                    |                   |                  |                    |   | L1               | Yokohama F. Marinos     | 1                |  |  |            |            |            |  |  |       |       |       |
|  |                  |                     | O3                 | Al-Nassr          | 4                |                    |   |                  |                         |                  |  |  |            |            |            |  |  |       |       |       |
|  | O6               | Esteghlal           | O3                 | Al-Nassr          | 4                | 0                  | 0 | 0                |                         |                  |  |  |            |            |            |  |  |       |       |       |
|  | O6               | Esteghlal           |                    |                   |                  | 0                  | 0 | 0                | 30 de abril – Gidá      |                  |  |  |            |            |            |  |  |       |       |       |
|  | O3               | Al-Nassr            | 0                  | 3                 | 3                |                    |   |                  |                         |                  |  |  |            |            |            |  |  |       |       |       |
|  | O3               | Al-Nassr            | 0                  | 3                 | 3                |                    |   | O3               | Al-Nassr                | 2                |  |  |            |            |            |  |  |       |       |       |
|  |                  |                     |                    |                   |                  |                    |   |                  |                         |                  |  |  |            |            |            |  |  |       |       |       |
|  |                  |                     | L2                 | Kawasaki Frontale | 3                |                    |   |                  |                         |                  |  |  |            |            |            |  |  |       |       |       |
|  | L7               | Shanghai Shenhua    | L2                 | Kawasaki Frontale | 3                | 1                  | 0 | 1                |                         |                  |  |  |            |            |            |  |  |       |       |       |
|  | L7               | Shanghai Shenhua    | 27 de abril – Gidá |                   |                  | 1                  | 0 | 1                |                         |                  |  |  |            |            |            |  |  |       |       |       |
|  | L2               | Kawasaki Frontale   | 0                  | 4                 | 4                |                    |   |                  |                         |                  |  |  |            |            |            |  |  |       |       |       |
|  | L2               | Kawasaki Frontale   | 0                  | 4                 | 4                |                    |   | L2               | Kawasaki Frontale(pro.) | 3                |  |  |            |            |            |  |  |       |       |       |
|  |                  |                     |                    |                   |                  |                    |   | L2               | Kawasaki Frontale(pro.) | 3                |  |  |            |            |            |  |  |       |       |       |
|  |                  |                     | O4                 | Al-Sadd           | 2                |                    |   |                  |                         |                  |  |  |            |            |            |  |  |       |       |       |
|  | O5               | Al-Wasl             | O4                 | Al-Sadd           | 2                | 1                  | 1 | 2                |                         |                  |  |  |            |            |            |  |  |       |       |       |
|  | O5               | Al-Wasl             |                    |                   |                  |                    |   | 2                |                         |                  |  |  |            |            |            |  |  |       |       |       |
|  | O4               | Al-Sadd             | 1                  | 3                 | 4                |                    |   |                  |                         |                  |  |  |            |            |            |  |  |       |       |       |
|  | O4               | Al-Sadd             | 1                  | 3                 | 4                |                    |   |                  |                         |                  |  |  |            |            |            |  |  |       |       |       |

### Oitavas-de-final
Um total de 16 times se classificaram para a fase eliminatória, com oito times em cada região.
A primeira partida foi disputada de 3 a 5 de março, a segunda partida foi disputada de 10 a 12 de março de 2025.
| Equipe 1  | Total | Equipe 2 | 1.º jogo | 2.º jogo |
| --------- | ----- | -------- | -------- | -------- |
| Pakhtakor | 1–4   | Al-Hilal | 1–0      | 0–4      |
| Al-Rayyan | 1–5   | Al-Ahli  | 1–3      | 0–2      |
| Esteghlal | 0–3   | Al-Nassr | 0–0      | 0–3      |
| Al-Wasl   | 2–4   | Al-Sadd  | 1–1      | 1–3      |

| Equipe 1         | Total | Equipe 2            | 1.º jogo | 2.º jogo |
| ---------------- | ----- | ------------------- | -------- | -------- |
| Shanghai Port    | 1–5   | Yokohama F. Marinos | 0–1      | 1–4      |
| Shanghai Shenhua | 1–4   | Kawasaki Frontale   | 1–0      | 0–4      |
| Buriram United   | 1–0   | Johor Darul Ta'zim  | 0–0      | 1–0      |
| Vissel Kobe      | 2–3   | Gwangju             | 2–0      | 0–3      |

### Quartas-de-final
As quartas de final foram disputadas entre 25 e 27 de abril de 2025.
| Equipe 1            | Resultado | Equipe 2       |
| ------------------- | --------- | -------------- |
| Al-Hilal            | 7–0       | Gwangju        |
| Al-Ahli             | 3–0       | Buriram United |
| Yokohama F. Marinos | 1–4       | Al-Nassr       |
| Kawasaki Frontale   | 3–2(pro.) | Al-Sadd        |

### Semifinais
As semifinais foram disputadas nos dias 29 e 30 de abril de 2025.
| Equipe 1 | Resultado | Equipe 2          |
| -------- | --------- | ----------------- |
| Al-Hilal | 1–3       | Al-Ahli           |
| Al-Nassr | 2–3       | Kawasaki Frontale |

### Final
| 3 de maio de 2025 | Al-Ahli                 | 2 – 0     | Kawasaki Frontale | Cidade dos Esportes Rei Abdullah, Gidá         |
| 19:30 (UTC+3)     | Galeno 35' · Kessié 42' | Relatório |                   | Público: 58 281 Árbitro: Abdulrahman Al-Jassim |

## Premiação
| Liga dos Campeões de Elite da AFC de 2024–25 |
| Arábia Saudita                               |
| -------------------------------------------- |
| Al-Ahli Campeão (1.º título)                 |

## Artilharia
- Atualizado até 3 de maio de 2025[13]

| Classificação | Jogador             | Equipe              | RD1 | RD2 | RD3 | RD4 | RD5 | RD6 | RD7 | RD8 | OF-1 | OF-2 | QF | SF | F | Total |
| ------------- | ------------------- | ------------------- | --- | --- | --- | --- | --- | --- | --- | --- | ---- | ---- | -- | -- | - | ----- |
| 1             | Salem Al-Dawsari    | Al-Hilal            |     | 1   | 3   |     |     |     | 2   | 1   |      | 1    | 1  | 1  |   | 10    |
| 2             | Riyad Mahrez        | Al-Ahli             |     | 1   |     | 2   |     |     | 1   | 1   | 1    | 2    | 1  |    |   | 9     |
| 2             | Jasir Asani         | Gwangju             | 3   | 1   | 2   |     | 1   |     |     |     |      | 2    |    |    |   | 9     |
| 4             | Cristiano Ronaldo   | Al-Nassr            |     | 1   |     | 1   | 2   |     | 2   |     |      | 1    | 1  |    |   | 8     |
| 4             | Anderson Lopes      | Yokohama F. Marinos |     | 1   |     | 2   | 1   | 1   |     |     | 1    | 2    |    |    |   | 8     |
| 6             | Aleksandar Mitrović | Al-Hilal            |     | 1   |     | 3   |     | 1   |     |     |      |      | 1  |    |   | 6     |
| 6             | Roberto Firmino     | Al-Ahli             |     |     |     | 2   |     |     | 1   | 1   |      |      | 1  |    |   | 6     |
| 8             | Akram Afif          | Al-Sadd             | 1   | 1   |     |     |     | 1   | 1   |     |      | 1    |    |    |   | 5     |
| 8             | Ivan Toney          | Al-Ahli             |     |     |     |     | 2   | 2   |     | 1   |      |      |    |    |   | 5     |
| 8             | Arif Aiman          | Johor Darul Ta'zim  | 2   | 1   |     | 1   |     |     |     | 1   |      |      |    |    |   | 5     |
| 8             | Matías Vargas       | Shanghai Port       |     |     | 1   | 1   | 3   |     |     |     |      |      |    |    |   | 5     |

Nota
- Os gols marcados nos play-offs de qualificação e nas partidas anuladas pela AFC não são contabilizados para determinar o artilheiro (Artigo 64.4 do Regulamento)

## Maiores públicos
Esses são os dez maiores públicos do campeonato:
| Nº | Público | Mandante   | Placar | Visitante         | Estádio        | Data                    | Fase         | Ref.   |
| -- | ------- | ---------- | ------ | ----------------- | -------------- | ----------------------- | ------------ | ------ |
| 1  | 75 130  | Esteghlal  | 0–0    | Al-Nassr          | Azadi          | 3 de março de 2025      | Oitavas      | [ 14 ] |
| 2  | 70 350  | Persepolis | 0–0    | Al-Nassr          | Azadi          | 17 de fevereiro de 2025 | Fase de liga | [ 15 ] |
| 3  | 58 281  | Al-Ahli    | 2–0    | Kawasaki Frontale | Rei Abdullah   | 3 de maio de 2025       | Final        | [ 12 ] |
| 4  | 54 873  | Esteghlal  | 1–1    | Al-Shorta         | Azadi          | 3 de fevereiro de 2025  | Fase de liga | [ 16 ] |
| 5  | 52 123  | Sepahan    | 1–4    | Shabab Al-Ahli    | Naghsh-e Jahan | 6 de agosto de 2024     | Preliminar   | [ 17 ] |
| 6  | 50 613  | Al-Hilal   | 1–3    | Al-Ahli           | Rei Abdullah   | 29 de abril de 2025     | Semifinal    | [ 18 ] |
| 7  | 48 713  | Al-Hilal   | 7–0    | Gwangju           | Rei Abdullah   | 25 de abril de 2025     | Quartas      | [ 19 ] |
| 8  | 44 916  | Al-Ahli    | 2–0    | Al-Rayyan         | Rei Abdullah   | 11 de março de 2025     | Oitavas      | [ 20 ] |
| 9  | 43 027  | Al-Ahli    | 3–0    | Buriram United    | Rei Abdullah   | 26 de abril de 2025     | Quartas      | [ 21 ] |
| 10 | 37 293  | Al-Gharafa | 1–3    | Al-Nassr          | Al Bayt        | 25 de novembro de 2024  | Fase de liga | [ 22 ] |